# César Gattegno
 (avril 2011).
Si vous disposez d'ouvrages ou d'articles de référence ou si vous connaissez des sites web de qualité traitant du thème abordé ici, merci de compléter l'article en donnant les références utiles à sa vérifiabilité et en les liant à la section « Notes et références ».
Pour les articles homonymes, voir Gattegno.
César Gattegno (30 mai 1928 - 9 avril 2011) est un acteur, metteur en scène, musicien, compositeur, chef d'orchestre et marionettiste français, fondateur et directeur de la Compagnie César Gattegno et du Théâtre du Rocher de La Garde,.

## Biographie
Né à Turin en 1928 dans une famille juive d'origine salonicienne et alexandrienne, César Gattegno fait au conservatoire de Lyon des études de musique (piano avec Simone Daubian, composition et direction d'orchestre avec César Geoffray) - et d'art dramatique dans la classe de Victor Magnat avant de "monter" à Paris en 1948.

### Les années parisiennes
Il exerce son talent protéiforme dans les métiers les plus divers du spectacle et multiplie les expériences. Comédien, une de ses premières apparitions au théâtre est, en 1947, au Théâtre des Célestins dans Les Gueux au paradis de Gaston Martens et André Obey, mise en scène de Charles Gantillon. Un de ses premiers rôles au cinéma est dans Un condamné à mort s'est échappé de Robert Bresson. Musicien pianiste, il écrit des chansons comme Monsieur le petit le chasseur, chantée par les Frères Jacques ; chef d'orchestre, il dirige la musique de scène de Paul Dessau pour La bonne âme de Se-Tchouan de Bertolt Brecht mise en en scène par Jean Vilar (1960) ; il compose la musique de scène de l'Orestie d'Eschyle, mise en scène d'André Steiger, jouée par le Groupe de théâtre antique de la Sorbonne (1961). En 1963, il compose la musique du film Les Mauvaises Fréquentations de Jean Eustache.
Militant communiste, il participe à différents spectacles d'intervention : Drame à Toulon de Henri Delmas et Claude Martin, sur l'affaire Henri Martin avec les Pavés de Paris ;  Leçon d'histoire, montage sur l'Algérie, créé en mars 1961 au théâtre Récamier par le Comité des Jeunes du Spectacle. Lorsque José Valverde prend la direction du Théâtre Gérard-Philipe, il fait partie de l'aventure.
Bilingue italien, il est également un temps lecteur de textes italien chez Plon, en vue de leur sélection pour l'édition française. Passeur de textes, il contribuera à faire découvrir les premières pièces de Dario Fo (La Marcolfa, Un mort à vendre, On expédie les cadavres et on déshabille les femmes), Luigi Lunari (Tarentelle sur un  seul pied) et, dans le domaine allemand, à redécouvrir Ernst Toller (Hop là, nous vivons !), Friedrich Wolf (Professeur Mamlock).
À partir de 1969, et de son installation dans le Var, il se consacre aussi à la mise en scène et à la compagnie qu'il a fondée.

### La Compagnie César Gattegno et le Théâtre du Rocher
Le mouvement de mai 1968 le convainc de quitter Paris et de rejoindre le désert culturel que constitue alors l'agglomération toulonnaise, où il fonde la Compagnie qui porte son nom, partie prenante du mouvement de la décentralisation initié par Jean Vilar, Roger Planchon, Gabriel Monnet, etc.
En 1969, il crée l'Action Culturelle Provence Méditerranée avec de jeunes acteurs de la région PACA et l'artiste peintre Gilbert Louage.
En 1973, la municipalité de La Garde (banlieue est de Toulon) lui confie la direction du Théâtre du Rocher en cours de création.
Durant 20 ans, de 1974 à 1994, loin du microcosme parisien et dans des conditions difficiles malgré le soutien constant des collectivités locales et du ministère de la culture, César Gattegno fait vivre la flamme du théâtre à La Garde et en Provence. À travers de nombreux spectacles d'un répertoire allant du théâtre médiéval (La Farce de maître Pathelin) au théâtre contemporain inédit (René Escudié) ou non (Albert Cohen, Michel de Ghelderode), en passant par le théâtre classique (Pierre Corneille), le théâtre militant (Maxime Gorki), le théâtre-opéra (Bertolt Brecht - Kurt Weill) et même du « théâtre policier » (G.J. Arnaud)…
Dans cette liste, la contribution de César Gattegno à l'introduction en France du théâtre de Dario Fo tient une place particulière. Servie par la troupe permanente que César Gattegno a su former sur place avec Alain Aparis, Didier Bourguignon, Cathy de Coorde, Colette Mallet, Rolland Martinez, Claude Mauran, Caroline Megglé et César Gattegno lui-même, les pièces en un acte ou Histoire du tigre de Dario Fo, montées (et jouées) par César Gattegno étaient des bijoux malheureusement méconnus.
Ce travail de scène s'accompagne d'activités d'atelier, de lectures de contes, de théâtre pour la jeunesse à qui des générations d'enfants et d'adolescents toulonnais doivent leur culture et leur goût du théâtre - et pour certains, leur vocation théâtrale - sans compter celui du festival de juillet qui permet à la troupe de briser l'enceinte du théâtre pour se faire entendre d'autres publics.
La cohérence dans la diversité de ce travail théâtral pourrait être définie par l’opposition qu’il faisait lui-même entre le divertissement, qu’il revendiquait (divertir : détourner, ou changer) et la distraction, qu’il récusait (distraire : dissiper, ou abrutir) : son théâtre visait toujours à éclairer, à faire réfléchir par le plaisir, à engager le spectateur à plus de conscience.
L'exposition « César Gattegno et le Théâtre du Rocher » lui a été consacrée en 2014 à La Seyne-sur-Mer par la Bibliothèque de théâtre Armand Gatti,.

### Fausse retraite
Prenant sa retraite de la direction du théâtre du Rocher, César Gattegno continue à œuvrer pour la culture populaire en jouant dans des films de télévision, dans des spectacles (Le Retour de Carola Neher de Jorge Semprun), en assurant des lectures de contes…
César Gattegno contribue enfin à fonder en avril 2010 la coopérative d'édition Le Bas vénitien, et prend jusqu'à sa mort en avril 2011 une part active à son comité éditorial.
On ne saurait tracer une biographie de César Gattegno sans rappeler sa fidélité indéfectible au Parti communiste, ce qui ne l'empêchait pas de détecter dans les œuvres, chez les artistes, et tout simplement chez les hommes les plus éclectiques, des sources d'intérêt et de reconnaissance, en l'absence de toute œillère.

### Vie privée
César Gattegno a vécu avec Martine Merri, avec qui il a eu un fils, l'écrivain David Gattegno, puis avec Grisélidis Réal, avec qui il a eu un second fils, le musicien Aurélien Gattegno, enfin a épousé Françoise Promonet, bibliothécaire, avec laquelle il a eu trois enfants, Manuel, Anne-Rachel et Raphaël.

## Théâtre

### Acteur et metteur en scène
César Gattegno a joué dans de nombreuses pièces, dont il a assuré la mise en scène de certaines.
- 1947	Les Gueux au paradis, de Gaston-Marie Martens, mise en scène Charles Gantillon
- 1951	Drame à Toulon – Henri Martin, de Claude Martin…
- 1952	Gloriana sera vengée. d'après La Tragédie du vengeur, attribuée à Cyril Tourneur, mise en scène Jean Vernier
- 1963	Charles XII, d'après August Strindberg, mise en scène Gabriel Garran
- 1965	Le Brave Soldat Sveik, d'après Jaroslav Hašek, mise en scène José Valverde
- 1966	Hop la ! Nous vivons, d'après Ernst Toller, mise en scène José Valverde
- 1967	La Politique des restes, d’Arthur Adamov, mise en scène José Valverde
- 1969	La Farce de Maitre Pathelin - Le Nouveau Pathelin - Le Testament de Pathelin. mise en scène César Gattegno
- 1970	La Marcolfa, d'après Dario Fo, mise en scène, César Gattegno
- 1970	Un mort à vendre, d'après Dario Fo mise en scène César Gattegno
- 1971	Le Savetier Colbain. mise en scène César Gattegno
- 1973	Chili Vencera, montage d'actualités d'après Pablo Neruda, conception Rolland Martinez
- 1973	L'Exception et la Règle - La Croix blanche, de Bertolt Brecht, mise en scène César Gattegno
- 1973	La Jalousie du Barbouillé et Le Médecin Volant, de Molière, mise en scène César Gattegno
- 1974	Contes populaires et fables – Le Roi des corbeaux – Merlicoquet, mise en scène César Gattegno
- 1975	La Mère, d'après Maxime Gorki, mise en scène César Gattegno
- 1975	Le Brave Soldat Sveik, d'après Jaroslav Hašek, mise en scène César Gattegno
- 1975	Drame à Toulon, de Claude Martin…
- 1975	Un mort à vendre et On expédie les cadavres et on déshabille les femmes, de Dario Fo, mise en scène César Gattegno
- 1976	Grand-peur et misère du IIIème Reich, de Bertolt Brecht, mise en scène Rolland Martinez
- 1976	Tarentelle sur un seul pied, d'après Luigi Lunari, mise en scène César Gattegno
- 1976	La Farce du cuvier, mise en scène César Gattegno
- 1977	Professeur Mamlock, de Friedrich Wolf, mise en scène César Gattegno
- 1977	Happy End, d’Elisabeth Hauptmann (Bertolt Brecht et Kurt Weill), mise en scène César Gattegno
- 1977	Requiem pour une aciérie et un théâtre, de César Gattegno, mise en scène Rolland Martinez
- 1978	Victor ou les Enfants au pouvoir, de Roger Vitrac, mise en scène César Gattegno
- 1978	Horace, de Pierre Corneille, mise en scène César Gattegno
- 1980	Gigogne, de René Escudié, mise en scène César Gattegno
- 1983	Le Rouge et le Noir, d'après Stendhal, mise en scène Renata Scant
- 1984	L'Histoire du soldat, de Charles-Ferdinand Ramuz, mise en scène André Mairal
- 1984	L'Amazone, de Gaston Puel, mise en scène Gilbert Lyon
- 1984	Cabaret Boris Vian
- 1985	M.A.N., de René Escudié, mise en scène César Gattegno
- 1986	Perquisition chez Monsieur Vallès, Jules, de René Escudié, mise en scène César Gattegno
- 1986	Du rouge sous les ongles, de Jean Siccardi, mise en scène César Gattegno
- 1986	Histoires… – Le Pape - Le premier miracle de l'enfant Jésus, de Dario Fo, mise en scène César Gattegno
- 1987	La Folie hexagonale, de G.-J. Arnaud, mise en scène César Gattegno
- 1987	Si vous n'aimez pas le violon, d’Élie Pressmann, mise en scène Alain Aparis
- 1988	Le Mariage de Figaro, de Beaumarchais, mise en scène Yves Borrini
- 1988	Les Pardaillan, d'après Michel Zévaco, mise en scène Alain Aparis
- 1989	L'Édition du 13 mars, de Jacques Maury, mise en scène César Gattegno
- 1989	L'Auberge, de René Escudié, mise en scène César Gattegno
- 1989	La Crique, de Guy Foissy, mise en scène André Mairal
- 1991	Phèdre, de Jean Racine, mise en scène César Gattegno
- 1991	Ézéchiel, d’Albert Cohen, mise en scène Rachel Cohen
- 1994	Don Quichotte et Don Juan – ou la Dissimulation profitable de René Escudié mise en scène André Steiger
- 2001	Le Retour de Carola Neher, de Jorge Semprun, mise en scène Georges Perpès

### Autres mises en scène
- 1971	Une Demande en mariage, d’Anton Tchekhov
- 1972	Le Pont sur la Clarinette, de Pierre Gamarra
- 1982	Tom et Mousse, de Martine Merri
- 1983	Métilde, ou Morts et naissances de Stendhal, de Philippe Renard
- 1996	La Belle de Mets, de Rachel Cohen

## Musiques de film
- 1964 : Octobre à Madrid de Marcel Hanoun.
- 1966 : Entends-tu la mer ? de Jacques Rouland.
- 1966 : Le Père Noël a les yeux bleus de Jean Eustache.
- 1965 : Le Passage de Cécile Decugis.
- 1963 : L'Annonciation de Philippe Durand.
- 1963 : Les Mauvaises Fréquentations de Jean Eustache.

## Filmographie
Comme acteur :
Cinéma
- 1964 : Le Rond-point des impasses de Alain Cuniot (court métrage).
- 1959 : Pickpocket de  Robert Bresson : un inspecteur.
- 1956 : Un condamné à mort s'est échappé ou Le vent souffle où il veut de Robert Bresson : le prisonnier X (non crédité).
- 1966: L'Authentique Procès de Carl-Emmanuel Jung de Marcel Hanoun (témoin 2), cf. L'Avant-scène cinéma, n°242, 15 février 1980.

Télévision
- 1979 : Les Enquêtes du commissaire Maigret - épisode : Liberty Bar de Jean-Paul Sassy : Taxi villa.
- 1980 : So long, rêveuse, téléfilm de Jacques Ordines.
- 1980 : La Vénus d'Ille, téléfilm de Robert Réa.
- 1980 : Changements de décors - (segment La Veuve De L'Estaque) de Jean-Jacques Sirkis (mini-série) : Frédéric.
- 1980 : Le Devine-vent, téléfilm de Régis Forissier.
- 1992 : Les Cœurs brûlés - épisode #1.1 de Jean Sagols : Le baron.
- 1992 : Pour une fille en rouge, téléfilm de Marianne Lamour : Balthazar.
- 1993 : Le Château des oliviers - épisode 2 : La solitude : Père Marceau.
- 2001 : Le Vol de la colombe , téléfilm de Michel Sibra : Henri.
- 2001 : Le Châtiment du Makhila , téléfilm de Michel Sibra : Julien Lacroux.